# Domaine du Mont d'Arbois
Le domaine du Mont d'Arbois est un complexe hôtelier de luxe situé à Megève, en Haute-Savoie.

## Histoire
Le domaine du Mont d'Arbois est créé par Noémie de Rothschild. Dans les années 1920, convalescente, celle-ci cherchait une station de sports d’hiver qui puisse rivaliser avec les stations suisses, notamment Saint Moritz. À l'aube de la Première Guerre mondiale, la station se développe. Noémie de Rothschild fait construire dès 1921 l'hôtel du Mont d'Arbois qui ouvre ses portes sous le parrainage du roi Albert Ier de Belgique. En 1963, Edmond de Rothschild fait rénover l'établissement puis achète le chalet de sa voisine la princesse de Bourbon-Parme. Des années plus tard, Benjamin de Rothschild et sa femme Ariane reprennent le flambeau, cette dernière étant partie prenante dans l'ouverture du Four Seasons Megève. 
Lieu de villégiature privilégié de l'aristocratie avant guerre, il accueille désormais un tourisme de luxe. Il est dirigé par la baronne Ariane de Rothschild.

## Établissements
Le domaine du Mont d'Arbois comprend, :
- Le Four Seasons Hotel Megève[3],[4]
- Les Chalet du Mont d'Arbois, Megève ***** avec 40 chambres. Acheté à la famille Gervais le chalet est transformé en hôtel en 1979. Voisin du Four Seasons, situé au hameau du Planellet, dont la décoration est supervisée par Pierre-Yves Rochon[5],[6]
- Le golf du Mont d'Arbois, créé par Edmond de Rothschild et dessiné par Sir Henry Cotton[7].